# Veolia Transport Gdynia
Veolia Transport Gdynia Sp. z o.o., to firma zajmująca się usługami związanymi z rozkładowym transportem pasażerskim i transportem w komunikacji miejskiej. Przejęła pojazdy i linie od firmy Dunn Line Polska, która z kolei zastąpiła upadły PPKS Gdynia. Przedsiębiorstwo należało do grupy Veolia Transport Polska.
16 maja 2013, w następstwie przejęcia Grupy Veolia Transport Central Europe (VTCE) przez firmę Deutsche Bahn, spółki z Grupy VTCE w Polsce, Czechach, Słowenii, Słowacji, Serbii i Chorwacji stały się częścią europejskiej grupy transportowej Arriva (w Polsce działająca jako Arriva RP).

## Tabor
Trzon taboru autobusowego Veolia Transport Gdynia stanowią pojazdy marki Mercedes O303 w liczbie 8 sztuk.
| Typ Autobusu                                | Eksploatacja od                             | przewóz osób na wózkach                     | Liczba egzemplarzy |
| ------------------------------------------- | ------------------------------------------- | ------------------------------------------- | ------------------ |
| Autosan H10-10                              | 2007                                        |                                             | 1                  |
| Autosan H10-12                              | 2007                                        |                                             | 1                  |
| Autosan H9-20                               | 2007                                        |                                             | 1                  |
| Autosan H9-21                               | 2007                                        |                                             | 8                  |
| Jelcz PR110D                                | 2007                                        |                                             | 3                  |
| Kapena Thesi Intercity                      | 2007                                        |                                             | 3                  |
| MAN Lion’s City                             | 2007                                        | przewóz osób na wózkach                     | 1                  |
| MAN ÜL 242                                  | 2007                                        |                                             | 1                  |
| MAN ÜL 272                                  | 2007                                        |                                             | 1                  |
| Mercedes O303                               | 2007                                        |                                             | 8                  |
| Mercedes O345                               | 2008                                        | przewóz osób na wózkach                     | 1                  |
| Mercedes O530                               | 2008                                        | przewóz osób na wózkach                     | 1                  |
| Neoplan N4014                               | 2007                                        | przewóz osób na wózkach                     | 2                  |
| Neoplan N4014NF                             | 2007                                        | przewóz osób na wózkach                     | 2                  |
| Solaris Urbino 12                           | 2007                                        | przewóz osób na wózkach                     | 2                  |
| Volvo B10L                                  | 2007                                        | przewóz osób na wózkach                     | 1                  |
| Wszystkie pojazdy                           | Wszystkie pojazdy                           | Wszystkie pojazdy                           | 37                 |
| Udział autobusów niskopodłogowych we flocie | Udział autobusów niskopodłogowych we flocie | Udział autobusów niskopodłogowych we flocie | 27,02%             |